# Anguédégou
Anguédégou est un village dans le Sud de la Côte d'Ivoire, à l'ouest de la commune de Yopougon. Administrativement, le village appartient à la sous-préfecture de Songon. 